# Улучшенная планировка
«Улучшенная Планировка», или Advanced Modification — второй музыкальный сборник электронного дуэта «Ёлочные игрушки» (также известного как ЁИ или EU). Релиз включает тринадцать записанных в 1998—1999 годах Ильёй Барамией и Александром Зайцевым композиций в жанрах IDM, трип-хоп, эмбиент, брейкбит, драм-н-бейс и эйсид-джаз: шесть из сборника «Ёлочные игрушки» (1999) и семь — из сплит-альбома Rhythm Manipulation (2000). Исполнительный продюсер — Олег Лукянов. Сборник выпущен петербургским лейблом Elektrus 11 ноября 2000 года на CD и кассетах; позже был также выложен самими музыкантами на Bandcamp в формате MP3. Альбом получил хорошие отзывы.

## Участники записи
- Илья Юрьевич Барамия — музыка;
- Александр Зайцев — музыка;
- Олег Лукянов — исполнительный продюсер.

## Список композиций
| №                   | Название            | Взято из            | Длительность |
| ------------------- | ------------------- | ------------------- | ------------ |
| 1.                  | «99»                | «Ёлочные игрушки»   | 5:10         |
| 2.                  | «Turt»              | «Ёлочные игрушки»   | 6:40         |
| 3.                  | «Spotycach»         | «Ёлочные игрушки»   | 6:03         |
| 4.                  | «Hipenjoy»          | Rhythm Manipulation | 4:23         |
| 5.                  | «39»                | Rhythm Manipulation | 4:15         |
| 6.                  | «Children»          | Rhythm Manipulation | 4:22         |
| 7.                  | «Fenn»              | Rhythm Manipulation | 4:03         |
| 8.                  | «Boo»               | Rhythm Manipulation | 3:16         |
| 9.                  | «Qwosmic»           | «Ёлочные игрушки»   | 4:56         |
| 10.                 | «Last Flith»        | Rhythm Manipulation | 5:13         |
| 11.                 | «Christmas»         | Rhythm Manipulation | 4:32         |
| 12.                 | «Love Me»           | «Ёлочные игрушки»   | 4:45         |
| 13.                 | «Sw_Rmx»            | «Ёлочные игрушки»   | 5:00         |
| Общая длительность: | Общая длительность: | Общая длительность: | 62:38        |

## Приём
На сайте Last.fm релиз насчитывает более 2,6 тыс. слушателей и более 22 тыс. прослушиваний. На сайте Rate Your Music оценка составляет 3.62/5.

### Музыкальная критика
| Оценки критиков | Оценки критиков |
| Источник        | Оценка |
| --------------- | --- |
| «Проликсир»     | 10 из 10 звёзд · 10 из 10 звёзд · 10 из 10 звёзд · 10 из 10 звёзд · 10 из 10 звёзд · 10 из 10 звёзд · 10 из 10 звёзд · 10 из 10 звёзд · 10 из 10 звёзд · 10 из 10 звёзд |

В 2001 году в апрельском номере белорусского еженедельного издания «Музыкальная газета» вышла рецензия на сборник. Автор сравнил музыку «Ёлочных игрушек» с творчеством британского дуэта Autechre, отметив даже сходство названий; взяв для сопоставления композицию «Fenn», рецензент написал: «Мелодия „плавает“ в чётком ритме и не сразу поддаётся идентификации. Используется множество компьютерных эффектов, что создает довольно психоделичную атмосферу». В стиле немецкого дуэта Mouse on Mars, по мнению редактора газеты, выполнены треки «Hipenjoi» и «Boo»; второй «запоминается неудержимым, стремительным драйвом, отфильтрованным многочисленными примочками». Композиция «Qwosmic» напоминает работы музыкантов Red Snapper, Wagon Christ и Squarepusher. Другие треки были описаны в издании так: «Last Flith» — «драматическая зарисовка», «Christmas» — «тихое такое, трип-хопнутое Рождество», «Love Me» — «никакой эротики, женский голос ничего не значит и ни о чем не говорит, он препарирован и принесён в жертву сонному ритму».
Александр Мурзак с сайта «Звуки. Ру» написал, что дуэт «затеял перепланировку своей квартирки. Хотя, на самом-то деле, Илья Барамия и Александр Зайцев решили просто переставить ёлку с игрушками из одного угла комнаты в другой». Далее критик описал альбом так: «Стоит ёлка, наряженная игрушечных дел мастерами, вся сверкает, переливается. И игрушки-то на ней отменные, как в лучших европейских домах: и тут тебе эмбиентные шарики матовые качаются, и трип-хоповые снежинки воздушные кружатся, и брейк-битовые и драм’н’бэйсовые колокольчики побренькивают, и лёгкой мишурой эйсид-джазовой всё это дело пронизано. Ну, просто прелесть, а не ёлка! Ведь могут и наши люди игрушки подобно лучшим мастерам западным делать». Из похожих исполнителей кроме Autechre Мурзак упомянул Клауса Шульце.
Главный редактор сайта «Проликсир» назвал «Улучшенную планировку» «очень качественным и индивидуальным продуктом», главное преимущество которого — мягкое, тёплое и доброе аналоговое звучание, открытая и честная мелодика, «непонятная мягкая меланхолия». На сайте Synthema.ru альбом был охарактеризован так: современное звучание в стиле лейбла Warp Records, «оригинальные ритмы, шумы и эффекты, какая-то безудержность, мрачноватый юмор». В рецензии на сайте Evermusica написано: «Бывает музыка очень неустойчивая к рассуждениям на тему: музыка она или не музыка, амбиентная или нет. Улетает в метели, разрывается в клочья тумана, прыгает солнечным зайцем в далекую степь. Безусловно — музыка. Чудно хорошая. Анализ на ДНК проводить не хочется — Бог с ними, прародителями и вдохновителями, тенденциями и пропорциями».